# Сіріус: Фантазія про любов і розбрат
«Сіріус: Фантазія про любов і розбрат» (англ. Sirius: A Fantasy of Love and Discord) — науково-фантастичний роман британського письменника і філософа Олафа Стейплдона. Вперше опублікований у 1944 році лондонським видавництвом Secker & Warburg.
Роман «Сіріус» є історією про самотність пса, наділеного розумом.

## Сюжет
Після серії невдалих експериментів у віддаленому кутку Уельсу вченому-генієві нарешті вдається отримати зразок розумної істоти-тварини. Щеня, яке нарікли Сіріусом, розвивалося доволі повільно, подібно до дитини. Сіріус навчився говорити людською мовою, але з певного віку почав усвідомлювати, наскільки разючими є відмінності між ним та людьми. Втім, проводити багато часу з іншими собаками було не завжди цікаво, оскільки ті керувалися лише примітивними інстинктами та набутими навичками. Єдиною близькою істотою для Сіріуса залишалася Плаксі — донька господаря…
Доля Сіріуса вирішена наперед — у метанні між любов'ю та розбратом задовго до фіналу передбачається трагічна меланхолія розв'язки. Протиставлення «собачизму», який намагається вичленувати Сіріус, уявній «людській природі» ефемерне й неоднозначне. Коли Сіріус потрапляє до Іст-Енду, бідного району Лондона, до нього доходить весь жах системи, в якій живе Людина. Жорстоких, лицемірних, брехливих, обмежених і навіть садистів формує середовище. При всіх своїх здобутках люди не можуть похвалитися собачою соціальністю.
Пошуки істини, хоч як це парадоксально, призводять Сіріуса до релігії. Але сліпе поклоніння абстракції та виконання абсурдних ритуалів не цікавить Людинопса. Любов — ось головне, і, напевно, єдине, що можна взяти з клерикального багажу.

## Паралелі з іншими романами Стейплдона
Філософія Сіріуса ґрунтується на любові до живого, всього сущого і через неї спрямовується на шанування Творця Зірок, або Небесного Хазяїна, висловлюючись термінологією Людинопса. Подібні ідеї можна бачити також у романах «Творець зірок» та «Смерть у життя».
Сіріус багато в чому схожий з Дивним Джоном з однойменного роману Стейплдона. Обидва вони — вигнанці серед свого оточення, обидва зробили крок далеко вперед від предкової форми.

## Переклади
Роман перекладений на французьку, польську та російську мови.